# Движение 9 декабря

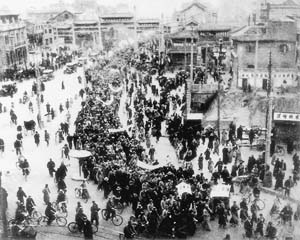
Студенты, идущие через Пекин на движении 9 декабря

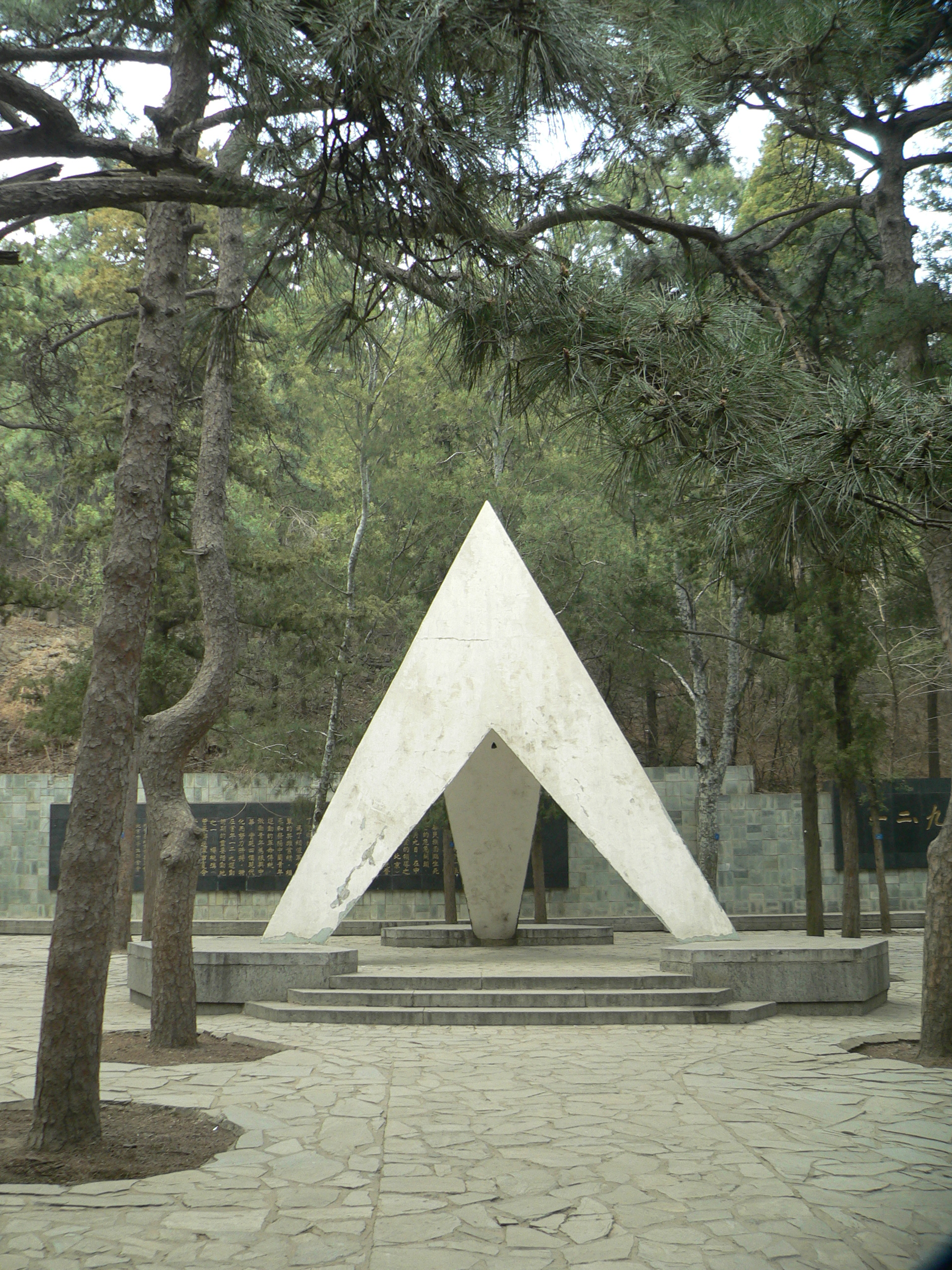
Мемориал Движения 9-го декабря в Пекинском ботаническом саду

Движение 9 декабря (кит. 一二九运动) — массовая акция протеста студентов в Бэйпине (нынешний Пекин) 9 декабря 1935 года, требовавших от Гоминьдана активного сопротивления потенциальной агрессии Японской империи.

## Предыстория
После начала оккупации Японией Маньчжурии и Маньчжурского инцидента в 1931 году Япония пыталась готовить вторжение в Северный Китай. Летом 1935 года было заключено соглашение между Японией и Гоминьданом, что стало первым шагом в установлении японского контроля над провинцией Чахар и всего Северного Китая. Заработало марионеточное государство, известное как «Антикоммунистическое автономное правительство Восточного Цзи». В ответ на требования со стороны Японии создать отдельный режим в Северной части Китая, гоминьдановское правительство было вынуждено установить «Хэбэйско-Чахарский политический совет». Китайские коммунисты призывали в своей прокламации, опубликованной 1 августа 1935 года, к добровольной мобилизации всего китайского народа для противостояния японской агрессии.

## Подготовка
18 ноября представители студентов из нескольких крупных университетов в Бэйпине собрались на тайное совещание и создали Бэйпинский Союз Студентов. Го Минцю стала исполнительным президентом, в то время как коммунисты выдвинули Хуана Цзина и Яо Илиня для участия в Союзе Студентов. Многие университеты организовывали массовые петиции. 5 декабря была опубликована декларация против формирования антикоммунистического автономного правительства Северного Китая. Она требовала от правительства ГМД ареста Инь Жугэна, а также призвала к национальному вооруженному сопротивлению Японии. Союз призвал ГМД немедленно прекратить гражданскую войну против коммунистов. 9 декабря, по слухам, в тот день, когда было создано Хэбэй-Чахарский политический комитет, Союз Студентов выбрал этот день для подачи петиции.

## События
Рано утром 9 декабря полицейские и солдаты окружили многие учебные заведения и закрыли ворота Сичжи. Студенты были возмущены. Они успешно сломали полицейскую линию ограждения. Около 10:30 они приехали в Бэйпинский филиал Военного Комитета ГМД у Чжуннаньхай. Возле ворот Синьхуа они направили письмо с петицией начальнику ГМД. Студенты выкрикивали лозунги, такие как «Долой Японский империализм» и «Немедленно прекратите Гражданскую войну», в то время как правительству ГМД были переданы следующие требования:
- Противостоять автономному правительству Северного Китая и другим подобным организациям;
- Против любых секретных сделок между Китаем и Японией немедленно обнародовать дипломатическую политическую борьбу с нынешним кризисом;
- Защитить и обеспечить свободу слова, свободу прессы и свободу собраний;
- Прекратить Гражданскую войну и готовиться к самообороне в войне против внешних угроз;
- Запретить произвольный арест людей;
- Немедленно отпустить арестованных студентов.

Число студентов впоследствии увеличилось примерно до 6000. Они подверглись нападению со стороны полицейских и солдат, вооруженных деревянными палками, кнутами, водяными пушками и саблями. Сотни были ранены и более 30 человек было арестовано. Многие из студентов, оставшихся за пределами городской стены, попали в лютый холод. Они рассказывали окружающим жителям о зверствах Японской армии, совершённых в Маньчжурии. В конце дня это бесстрашное движение заставило отложить открытие Хэбэй-Чахарского политического комитета.

## Общенациональный отклик
Движение 9 декабря поддержали студенты по всей стране. Реакция была очень позитивной, аналогичные собрания были организованы во многих крупных городах. Союз Студентов в коммунистическом Особом районе выражал свою поддержку по телеграфу. 18 декабря Всекитайская Федерация Профсоюзов призвала своих работников в знак протеста против многочисленных арестов студентов провести акцию в Бэйпине. Между тем Лу Синь и Сун Цинлин писали статьи о смелых действиях студентов в Бэйпине. Различные социальные группы жертвовали деньги на их поддержку. Была организована пропаганда, в которой студенты из Бэйпина рассказывали крестьянам из соседних провинций о необходимости сопротивления против возможной агрессии со стороны Японии. В настоящее время памятные мероприятие проходят каждый год 9 декабря в университетах всего материкового Китая.